# Tolna burdoni
Tolna burdoni là một loài bướm đêm trong họ Erebidae.